# Pluk de nacht

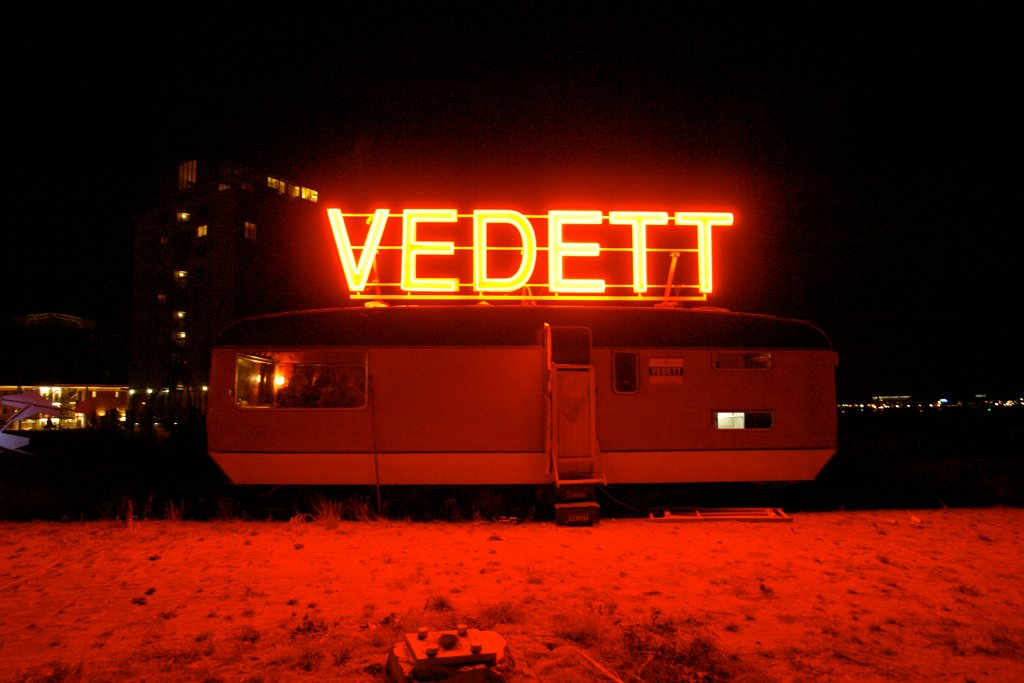
Pluk de nacht 2009

Pluk de Nacht is sinds 2003 een jaarlijks terugkerend openlucht-filmfestival. De festivallocatie is het het Stenen Hoofd, aan de Westerdoksdijk in Amsterdam. Tijdens het elfdaagse festival worden nationale en internationale speelfilms, documentaires, korte films en animaties vertoond, die (nog) niet in Nederland in de bioscoop zijn uitgebracht.

## Geschiedenis

### 2003
Vrijdag 15 augustus 2003 ging de eerste editie van het festival van start. Het festival duurde acht dagen en vertoonde elk weekend de volgende films:
- A Cold Summer (Paul Middleditch)
- Verboden te zuchten (Alex Stockman)
- Jesus'son (Alison MacLean)
- Plus-minus Null (Eoin Moore)
- Durval Discos (Anna Muylaert)

### 2004
De tweede editie die duurde van 5 augustus t/m 29 augustus 2004. De volgende films werden vertoond:
- Dandelion (Mark Milgard)
- Aaltra (Benoît Delépine)
- Cinemania (Angela Christlieb)
- Time Code (Mike Figgis)
- Four Shades of Brown (Tomas Alfredson)
- Prey for Rock & Roll (Alex Steyermark)
- Böse Zellen (Barbara Albert)
- Struggle (Ruth Mader)
- Lift (Marc Isaacs)

### 2005
Donderdag 25 augustus ging de derde editie van het festival van start. Het festival duurde elf dagen en vertoonde de volgende films:
- Waar is mijn jas? / nou, dat was het dan (Dick Rijneke)
- Dead Man's Shoes (Shane Meadows)
- Last life in the universe (Pen-ek Ratanaruang)
- Ronda Nocturna (Edgardo Cozarinsky)
- Fred (Wilbert Bank)
- Die souvenirs des herrn X (Arash T. Riahi)
- Midwinter's Night Dream (Goran Paskaljevic)